# 군사 전술 목록
이 문서는 군사 전술에 관한 목록이다.

## 공격 전술

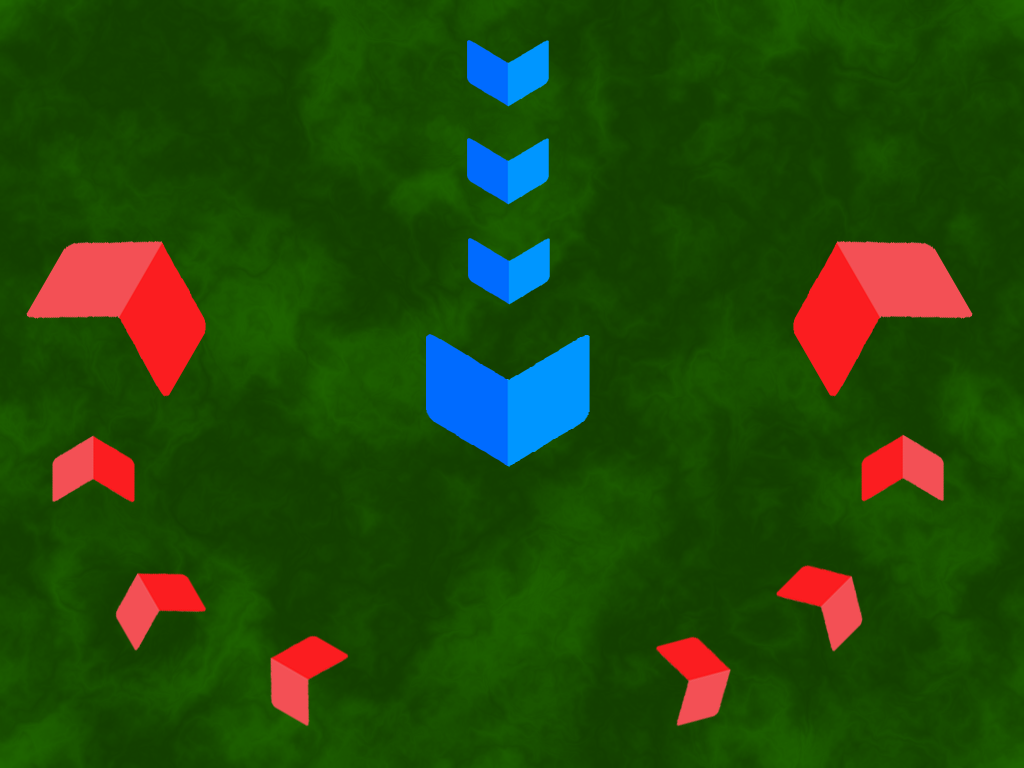
협공전술

- 반자이 돌격
- 기병 전술
  - 웨이브 전술, 몽고 기병[1][2]
- 이리떼 전술
- 공습
  - 전술폭격
- 가미카제
- 공중강습
- 저격수
- 협공 전술
- 역습
- 매복[3]
- 포위[4][5]
- 공성전
- 유격전
- 정자전법

- 돌격
- 산병
- 충격과 공포
- 인해전술
- 충격 전술
- 습격
- 포격
- 탄막 사격
- 함포사격지원
- 근접항공지원
- 전투공중초계
- 낙하산병 전술
- 교차사격
- 정찰
- 항공정찰

## 방어 전술
- 요새
- 참호전
- 방어시설
- 유자철선
- 참호
- 지뢰
- 엄폐호
- 철망
- 기뢰

## 기타 콘텐츠
- 철수 (군사)[6]
- 공수부대
- 차량화보병
- 기갑
- 역정보
- 진법 (군사)
  - 밀집 장창 보병대
- 자살 공격
- 군사 위장

## 같이 보기
- 군사 전략 목록